# Шмель лезус
Шмель лезус (Bombus laesus) — вид перепончатокрылых рода шмелей (семейства настоящих пчёл), относящийся к подроду Thoracobombus и видовой группе Bombus mucidus.

## Распространение
Распространён в Палеарктическом регионе и Ориентальной области.

## Описание
Длина тела маток 16—18, самцов — 14—16 мм. Спинка целиком покрыта в желтых и желтоватых волосках. Третий тергум брюшка лишён черных волосков. Длина щек немного меньше (в 1,1 раза) ширины мандибул в месте их прикрепления.

## Биология
Антофил: питается нектаром и пыльцой растений, является важным опылителем многих групп растений, в том числе сельскохозяйственных, таких как люцерна, клевер, огурцы, тыквы, другие бахчевые культуры. Встречается преимущественно на степных участках, вплоть до степей южного типа. Время лёта с апреля по октябрь. Социальный вид. Самки оплодотворяются осенью, затем зимуют и весной каждая матка самостоятельно сооружает своё гнездо. За сезон развивается одно поколение, состоящее из нескольких выводков.

## Систематика
Панфилов (1958) для различия видов Bombus laesus, Bombus mocsaryi, Bombus maculidorsis и Bombus tianschanicus брал во внимание: 1) окраску опушения верхней стороны брюшка, 2) число больших рисунков на щитке, 3) более или менее выраженный медиальный киль на шестом брюшном стерните, и 4) длину волосков на спинке.